# Ziua Mondială a Tuberculozei
Ziua Mondială a Tuberculozei, marcată simbolic la data de 24 martie a fiecărui an, este concepută pentru a atrage atenția opiniei publice cu privire la epidemia globală de tuberculoză (TBC) și eforturile de a elimina boala. În 2012, 8,6 milioane de oameni s-au îmbolnăvit de tuberculoză, iar 1,3 milioane au murit din cauza acestei boli, mai ales în lumea a treia.

## Context
24 martie comemorează ziua din anul 1882, când Dr. Robert Koch uimea comunitatea științifică prin anunțarea unui mic grup de oameni de știință de la Universitatea din Berlin, Institutul de Igienă că a descoperit cauza tuberculozei, bacilul Koch. Potrivit colegului lui Koch, Paul Ehrlich, „La această sesiune memorabilă, Koch a apărut în fața publicului cu un anunț care a marcat un punct de cotitură în istoria unei boli infecțioase umane virulente. În cuvinte simple, clare, Koch a explicat etiologia tuberculozei cu o forță convingătoare, prezentând multe dintre diapozitivele sale de la microscop și alte dovezi”. La momentul anunțului lui Koch din Berlin, TBC făcea ravagii prin Europa și America, provocând moartea la unu din șapte oameni. Descoperirea lui Koch a deschis calea spre diagnosticarea si vindecarea tuberculozei.

## Legături externe
- Crucea Roșie Română
- Stop TBC
- The Union
- OMS Arhivat în 24 martie 2017, la Wayback Machine.